# ألبرت بيتس
ألبرت بيتس (بالإنجليزية: Albert Bates) هو محامي أمريكي، ولد في 1947.